# ジョー・マンリー
ジョー・マンリー（Joe Manley、1959年9月11日 - ）は、アメリカ合衆国の男性プロボクサー。オハイオ州ライマ出身。元IBF世界スーパーライト級王者。

## 来歴
1981年12月26日、プロデビューを果たし6回判定勝ちで白星でデビューを飾った。
1983年11月12日、ESPNスーパーライト級王者ゲネ・ハッチャーと対戦し12回0-3(2者が109-118、111-117)の判定負けで王座獲得に失敗した。
1985年2月5日、後のIBF世界スーパーライト級王者フレディ・ペンデルトンと対戦し10回判定勝ちに終わる。
1985年3月25日、NABF北米スーパーライト級王者ロニー・シールズと対戦し12回0-3(2者が112-116、111-117)の判定負けで王座獲得に失敗した。
1985年8月23日、USBA全米スーパーライト級王者後のIBF世界スーパーライト級王者ゲーリー・ヒントンと対戦し12回1-1(115-114、114-115、114-114)の判定で引き分けに終わり王座獲得に失敗した。
1986年2月28日、ハワード・デービス・ジュニアと対戦し10回3-0の判定勝ちに終わる。
1986年10月30日、IBF世界スーパーライト級王者ゲーリー・ヒントンと対戦し10回2分14秒KO勝ちで王座獲得に成功した。
1987年3月4日、テリー・マーシュと対戦し10回20秒TKO負けで初防衛に失敗し王座から陥落した。
1989年1月25日、後のWBA世界スーパーライト級王者ロレト・ガルサと対戦し7回KO負け。
1989年11月10日、後のIBF世界スーパーライト級王者バディ・マクガートと対戦し9回2分59秒TKO負けを最後に現役を引退した。

## 獲得タイトル
- 第3代IBF世界スーパーライト級王座(防衛0)